# Kornblumenaster
Die Kornblumenaster (Stokesia laevis) ist die einzige Art der Pflanzengattung Stokesia innerhalb der Familie der Korbblütler (Asteraceae). Sie kommt in den südöstlichen USA vor und einige Sorten werden als Zierpflanzen verwendet.

## Beschreibung

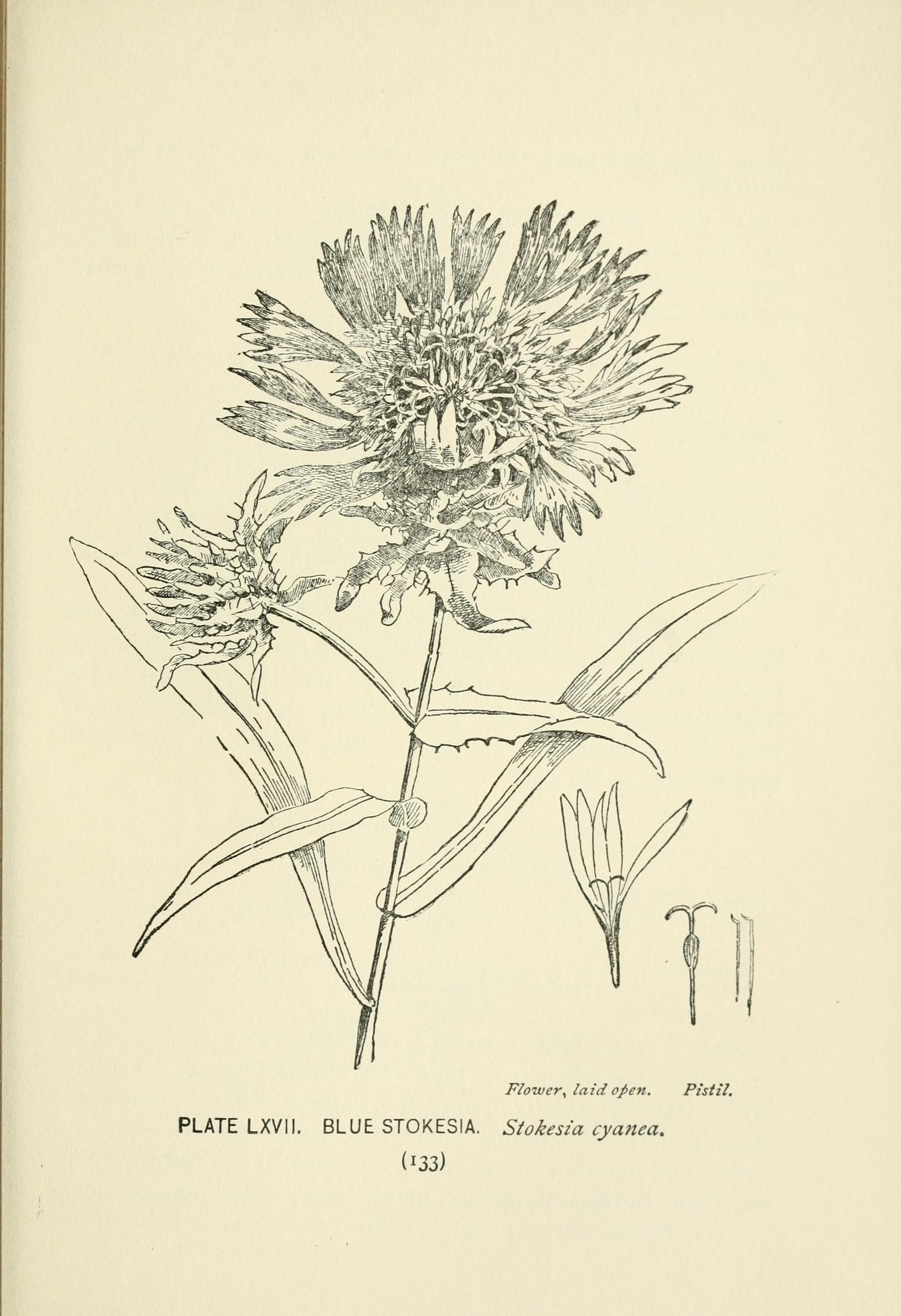
Illustration aus A guide to the wild flowers, S. 133, Tafel LXVII

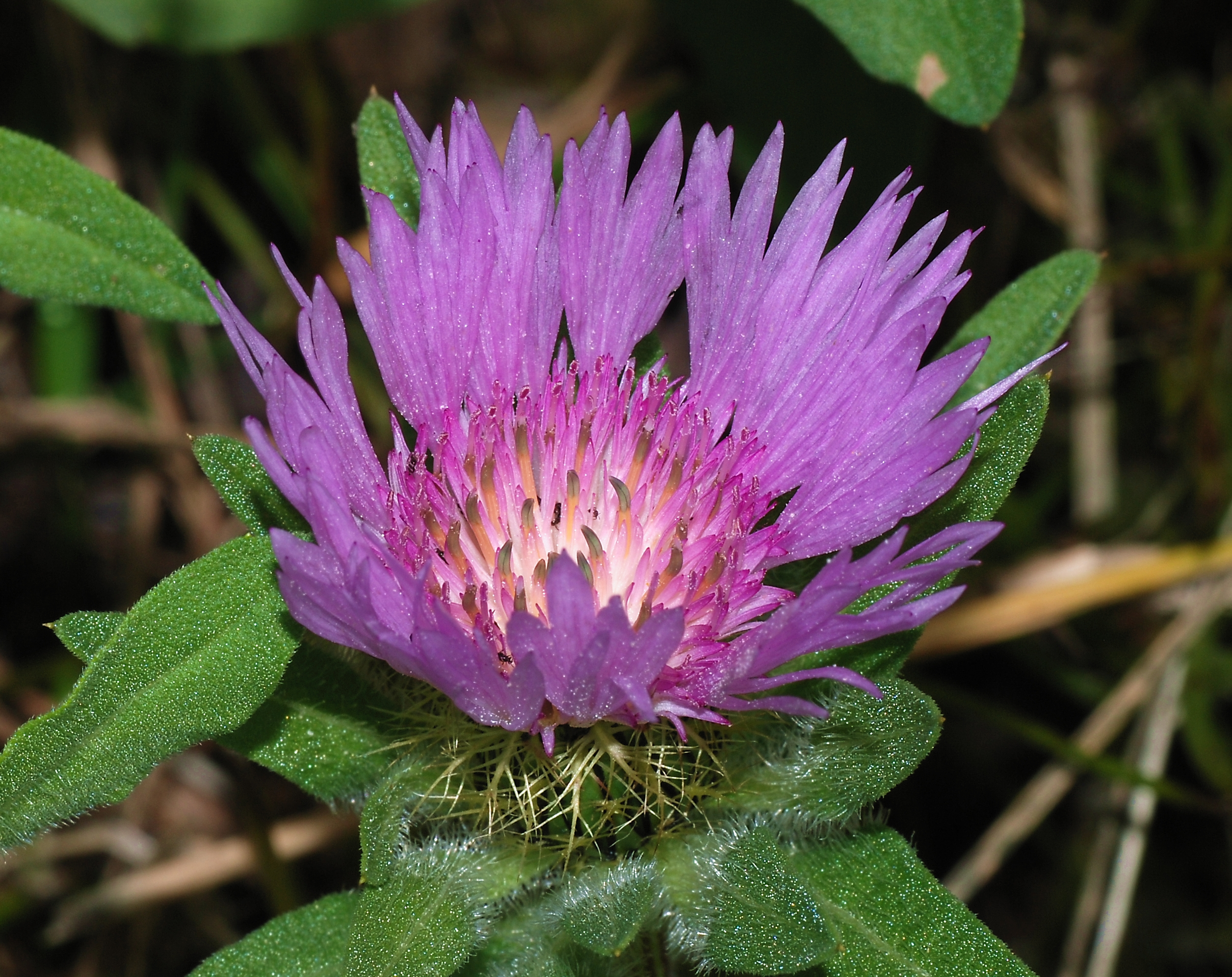
Blütenkorb mit zygomorphen äußeren und radiärsymmetrischen inneren Blüten

### Vegetative Merkmale
Die Kornblumenaster ist eine immergrüne, ausdauernde, krautige Pflanze, die Wuchshöhen von 20 bis 50, selten bis zu 100 Zentimetern erreicht. Es wird ein Rhizom gebildet. Der aufrechte, verzweigte Stängel ist wollig behaart und verkahlen. 
Von den grundständig und wechselstängig am Stängel verteilt angeordneten Laubblätter sind die untersten gestielt und die oberen mehr oder weniger sitzend. Bei den unteren Laubblättern ist die Blattspreite bei einer Länge von 8 bis 15, selten bis zu 20 Zentimetern sowie bei einer Breite von 1 bis 5  selten bis zu 7 Zentimetern eiförmig bis lanzettlich oder lanzettlich-linealisch. Der Blattstiel ist 3 bis 12 Zentimeter lang und schmal geflügelt. Die Blattspreiten haben einen breiten weißen Mittelnerv. Die Blattspreiten der oberen Laubblätter sind bei einer Länge von 5 bis 12 Zentimetern sowie bei einer Breite von 1 bis 3 Zentimetern eiförmig oder elliptisch bis lanzettlich oder lanzettlich-linealisch mit mehr oder weniger stängelumfassender Spreitenbasis; ihre Blattränder sind glatt und im unteren Bereich gezähnt oder zuweilen bedornt. Bei allen Laubblättern sind die oberen Enden gerundet bis spitz und die Blattflächen sind kahl und drüsig punktiert.

### Generative Merkmale
Die Blütezeit reicht in den südöstlichen USA von August bis September, selten beginnt sie bereits im Juni. Die Blütenkörbe stehen einzeln oder sind in einem endständigen doldenrispen Gesamtblütenstand angeordnet. Die Blütenkörbe sind bei einem Durchmesser von 2,5 bis 4,5 Zentimetern mehr oder weniger halbkugelig. Das Involucrum weist eine Höhe von 2,5 bis 4,5 Zentimetern sowie einen Durchmesser von 2,5 bis 4,5 Zentimetern auf. Die 25 bis mehr als 35 Hüllblätter sind in fünf bis sieben Reihen angeordnet. Die äußeren Hüllblätter sind 1,5 bis mehr als 3,5 Zentimeter lang, mehr oder weniger laubblattartig, anliegend mit mehr oder weniger pergamentartiger Basis und ihre Ränder sind mindestens an ihrer Basis dornig-gezähnt. Die inneren Hüllblätter sind bei einer Länge von 10 bis mehr als 15 Millimetern länglich bis linealisch, auf ihrer ganzen Fläche mehr oder weniger pergamentartig, meist ganzrandig; ihre Blattflächen sind mehr oder weniger wollig behaart und drüsig punktiert; ihr oberes Ende ist dornig. Spreublätter sind nicht vorhanden.
Die Blütenkörbe enthalten 12 bis 35 bis mehr als 70 Blüten. Bei der Tribus Vernonieae sind keine Zungenblüten vorhanden. Die Blütenkrone ist meist blau, blauviolett, selten lila-, rosafarben oder weiß. Die Kronröhre ist länger als der trichterförmige Kronschlund und die fünf Kronzähne sind lanzettlich-linealisch. Die äußeren Blüten sind 1,5 bis mehr als 2,5 Zentimeter lang, zygomorph, nach außen gerichtet, verlängert, fünfspaltig und wirken wie Zungenblüten. Die inneren Blüten sind 1,2 bis mehr als 1,5 Zentimeter lang, mehr oder weniger radiärsymmetrisch und heller oder dunkler; sie sind zwittrig und fertil.
Die kahle Achäne ist bei einer Länge von 5 bis 8 Millimetern mehr oder weniger säulenförmig und vier- bis fünfkantig. Der hinfällige, mit einer Höhe von 8 bis 12 Millimetern schmale Pappus besteht aus vier bis fünf Pappusschuppen.

### Chromosomensatz
Die Chromosomengrundzahl beträgt x = 7; es liegt Diploidie vor mit einer Chromosomenzahl von 2n = 14.

## Vorkommen
Stokesia laevis kommt in den südöstlichen US-Bundesstaaten von Alabama, Georgia, South Carolina, Mississippi und Louisiana bis Florida vor. Sie gedeiht in Höhenlagen von 10 bis 100 Metern in Lichtungen von feuchten, bodensauren Kiefernwäldern und Sümpfen.

## Taxonomie
Die Erstveröffentlichung erfolgte 1768 unter dem Namen (Basionym) Carthamus laevis durch John Hill in Hortus Kewensis, 57, Tafel 5. Die Neukombination zu Stokesia laevis (Hill) Greene wurde 1893 durch Greene in Observations on the Compositae. in Erythea, Volume 1, S. 3 veröffentlicht. Ein weiteres Synonym für Stokesia laevis (Hill) Greene ist Stokesia cyanea L’Hér. Das Artepitheton laevis bedeutet „glatt“, „kahl“.

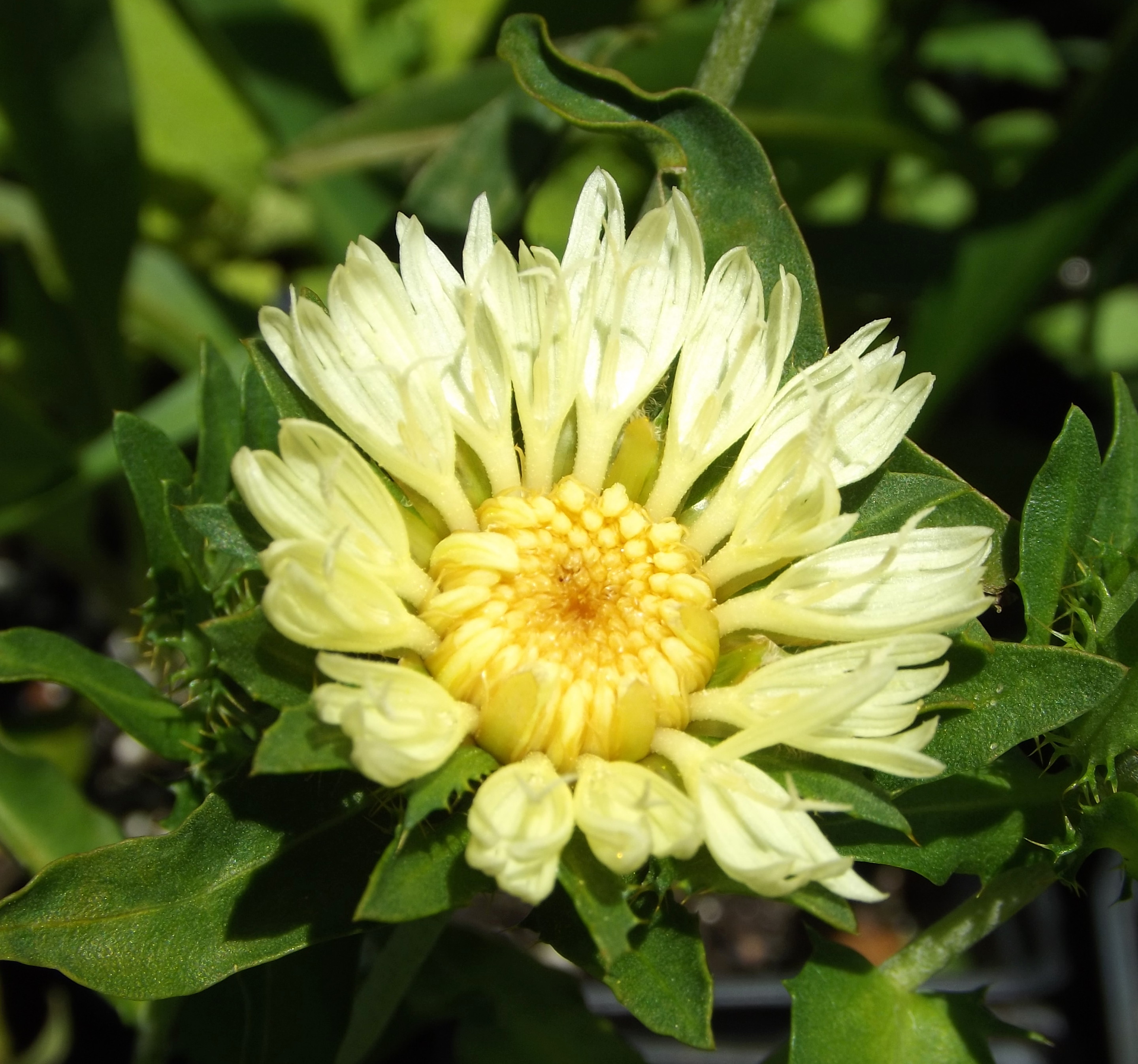
Blütenkorb der Sorte ‘Mary Gregory’

Charles Louis L’Héritier de Brutelle benannte die Gattung Stokesia wahrscheinlich nach dem englischen Botaniker und Arzt Jonathan Stokes (1755–1831).

## Nutzung
Die Kornblumenaster wird zerstreut als Zierpflanze für Staudenbeete, Moorbeete und Steingärten genutzt. Sie ist seit spätestens 1766 in Kultur. Es gibt einige Sorten, deren Blütenkörbe beispielsweise weiß oder hellblau mit weißer Mitte sind und die Pflanzenexemplare sind niedriger.